# Brêmes
Brêmes (auch: Brêmes-les-Ardres, niederländisch Bramen) ist eine französische Gemeinde mit 1.311 Einwohnern (Stand: 1. Januar 2022) im Département Pas-de-Calais in der Region Hauts-de-France. Sie gehört seit 2017 zum Arrondissement Calais (zuvor Arrondissement Saint-Omer) und zum Kanton Calais-2.

## Geographie
Die Gemeinde Brêmes liegt etwa zwölf Kilometer südsüdöstlich von Calais. Umgeben wird Brêmes von den Nachbargemeinden Balinghem im Westen und Norden, Ardres im Nordosten, Louches im Osten und Südosten, Landrethun-lès-Ardres im Südosten und Süden sowie Rodelinghem im Südwesten und Westen.

## Bevölkerungsentwicklung
| Jahr                       | 1962 | 1968 | 1975 | 1982 | 1990 | 1999 | 2006 | 2013 | 2022 |
| Einwohner                  | 939  | 855  | 873  | 1067 | 1264 | 1315 | 1311 | 1314 | 1311 |
| Quellen: Cassini und INSEE |      |      |      |      |      |      |      |      |      |

## Sehenswürdigkeiten
- Kirche Saint-Martin aus dem 19. Jahrhundert
- Ruine einer Wassermühle

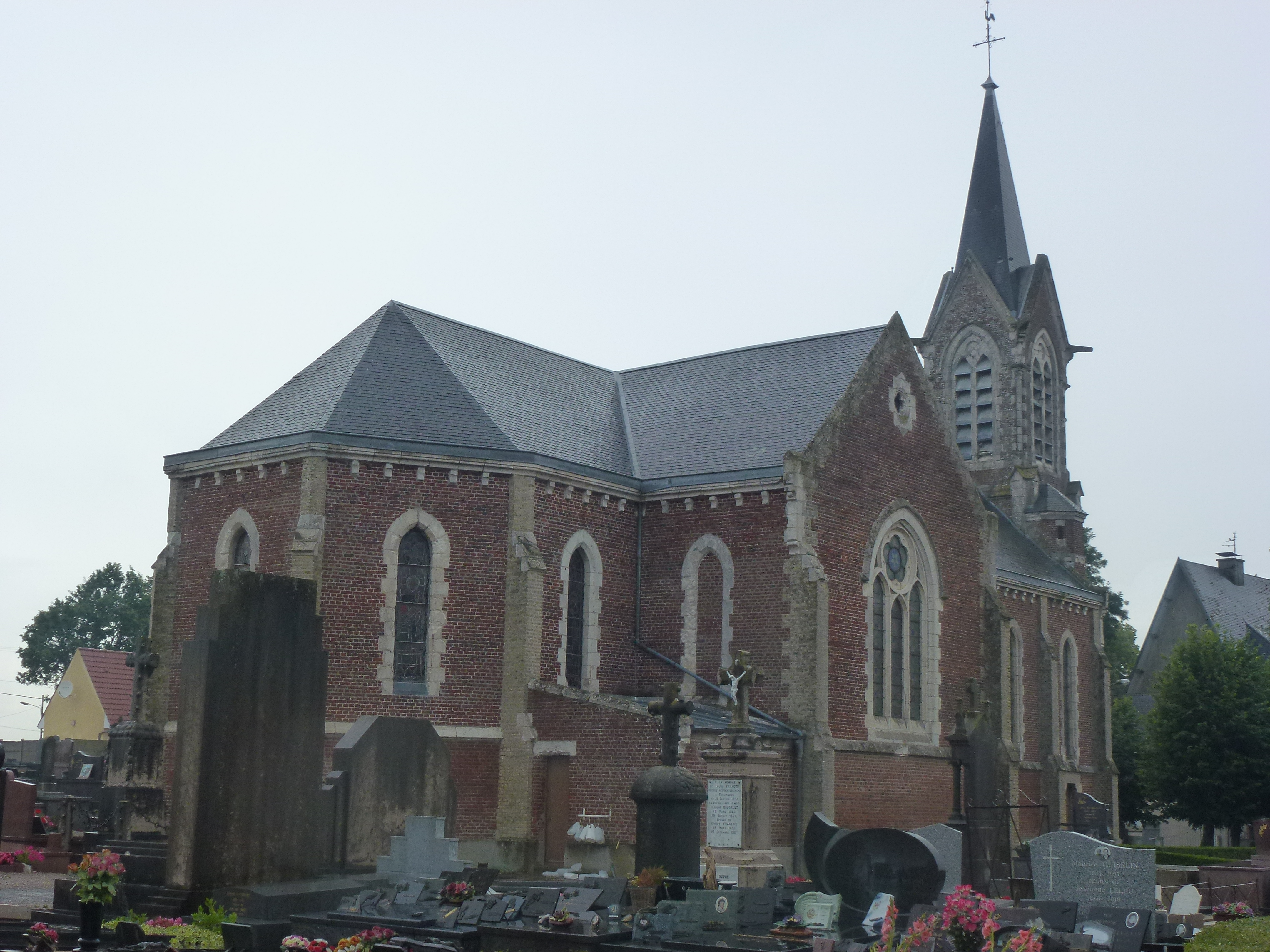
Kirche Saint-Martin
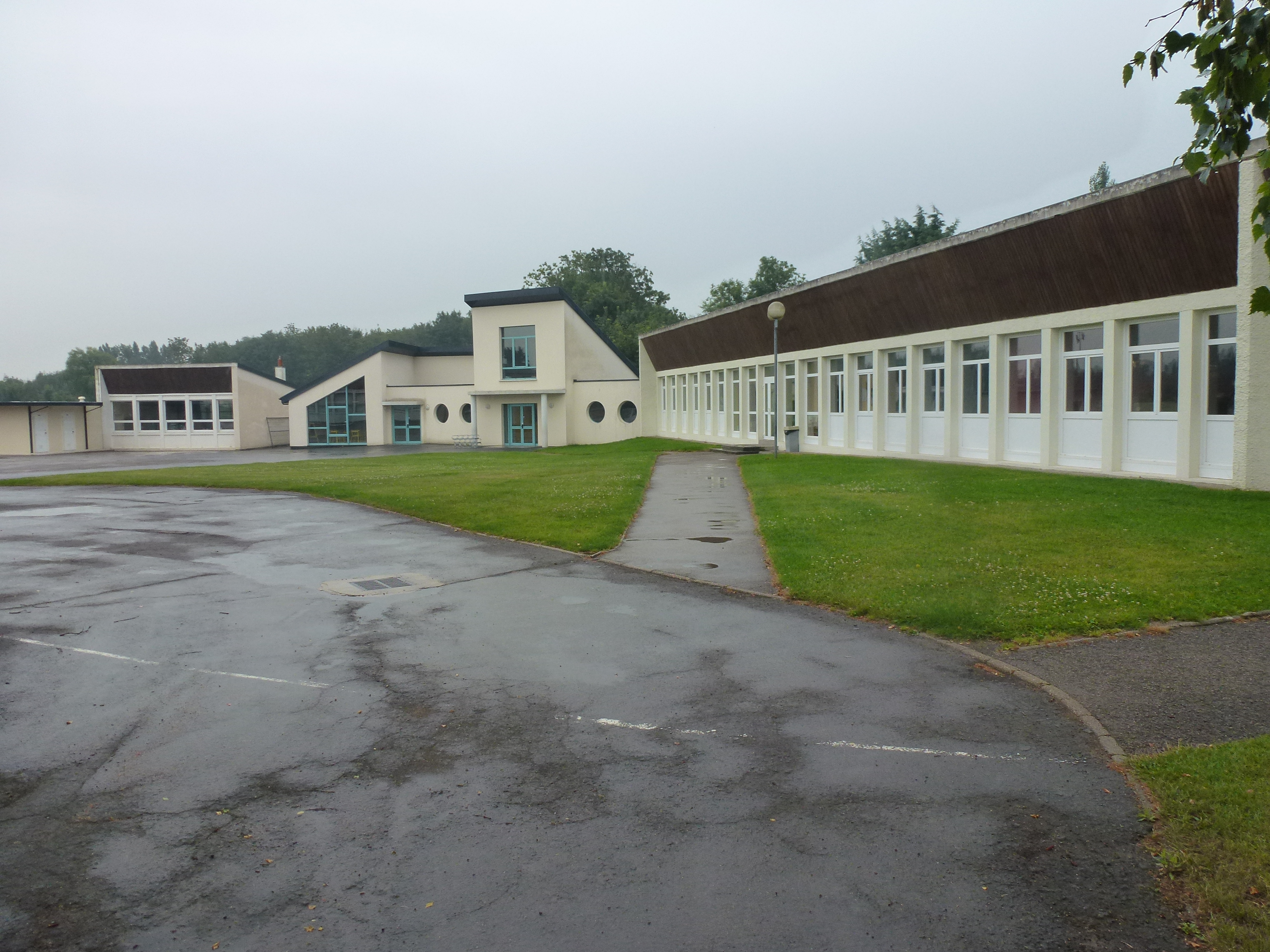
Schule
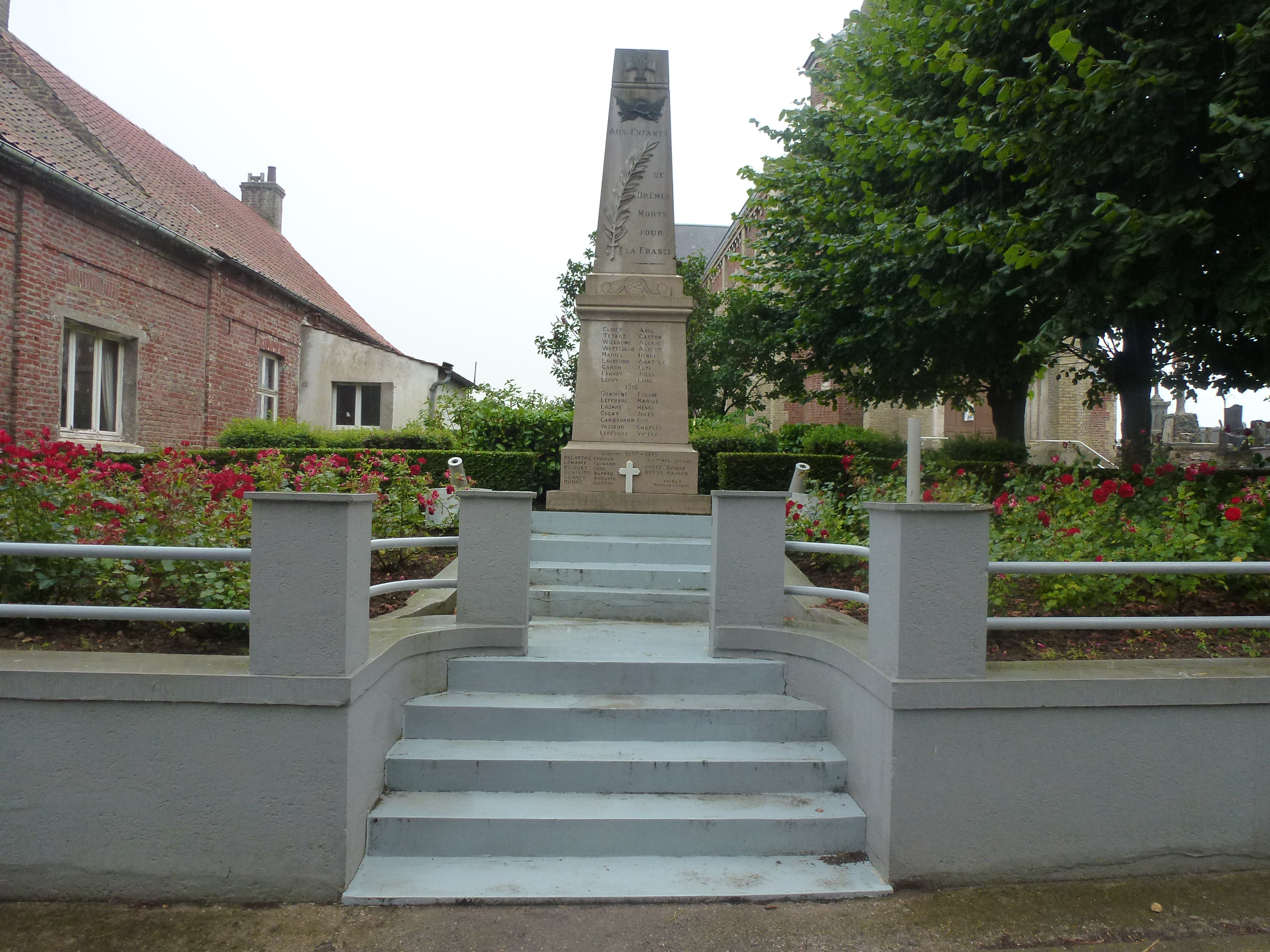
Gefallenendenkmal